# 金持ち父さん貧乏父さん
『金持ち父さん貧乏父さん』（かねもちとうさんびんぼうとうさん、英語:Rich_Dad_Poor_Dad|Rich Dad Poor Dad）は、ロバート・キヨサキの著書。
日本では、2000年に筑摩書房より翻訳版が刊行された。

## 概要
1997年に執筆、刊行された。50ヶ国語以上に翻訳され、100カ国以上で出版される。全世界で累計2800万部以上のベストセラー。
2019年4月に放送された『世界一受けたい授業』での「平成の実用書ベストセラーランキングBEST30」では、11位にランクインした。この時点で累計221万部。

## 日本語版
翻訳はいずれも白根美保子。
- 『金持ち父さん貧乏父さん』筑摩書房、2000年11月9日、ISBN 978-4-480-86330-0
- 『改訂版 金持ち父さん貧乏父さん』筑摩書房、2013年11月8日 ISBN 978-4-48086425-3

このほか、「シリーズ」と銘打たれた同著者による著書が6冊刊行されている（外部リンクを参照）。